# Фладвуд (Минесота)
Фладвуд (енгл. Floodwood) град је у америчкој савезној држави Минесота.

## Демографија
По попису из 2010. године број становника је 528, што је 25 (5,0%) становника више него 2000. године.
| Група             | 2000.       | 2010.       |
| Белци             | 486 (96,6%) | 495 (93,8%) |
| Афроамериканци    | 0 (0,0%)    | 4 (0,8%)    |
| Азијати           | 1 (0,2%)    | 0 (0,0%)    |
| Хиспаноамериканци | 4 (0,8%)    | 6 (1,1%)    |
| Укупно            | 503         | 528         |